# Motacilla capensis
La lavandera de El Cabo (Motacilla capensis) es una especie de ave paseriforme perteneciente a la familia Motacillidae.

## Distribución y hábitat
Se encuentra en África desde el este de Zaire y Angola a Kenia y Sudáfrica.

## Subespecies
- Motacilla capensis capensis Linnaeus, 1766
- Motacilla capensis wellsi Ogilvie-Grant, 1911
- Motacilla capensis simplicissima Neumann, 1929